# 2015年歐洲運動會柔道比賽
2015年歐洲運動會柔道比賽於2015年6月25日至28日在巴庫蓋達爾·阿利耶夫體育館舉行。本賽事男女各7個量級加上一個團體項目。只有團體賽為非奧運項目。
2014年4月4日組委會宣布將視障柔道列為比賽項目。這是使歐洲運動會成為第一個全面整合的洲際運動會，將帕拉運動列入比賽項目。

## 獎牌得主

### 男子
| 項目             | 金牌 | 银牌 | 铜牌 |
| 60公斤級         | 別斯蘭·穆德拉諾夫 · 俄罗斯（RUS）                                                                                 | 奥尔汉·萨法罗夫 · 阿塞拜疆（AZE） | Ludovic Chammartin · 瑞士（SUI） |
| 60公斤級         | 別斯蘭·穆德拉諾夫 · 俄罗斯（RUS）                                                                                 | 奥尔汉·萨法罗夫 · 阿塞拜疆（AZE） | 阿米兰·帕皮纳什维利 · （GEO） |
| 66公斤級         | Kamal Khan-Magomedov · 俄罗斯（RUS）                                                                              | Loïc Korval · 法国（FRA） | 米哈伊尔·普利亚耶夫 · 俄罗斯（RUS） |
| 66公斤級         | Kamal Khan-Magomedov · 俄罗斯（RUS）                                                                              | Loïc Korval · 法国（FRA） | 塞巴斯蒂安·塞德尔 · 德国（GER） |
| 73公斤級         | 萨吉·穆基 · 以色列（ISR）                                                                                         | Nugzar Tatalashvili · （GEO） | Rok Drakšič · 斯洛文尼亚（SLO） |
| 73公斤級         | 萨吉·穆基 · 以色列（ISR）                                                                                         | Nugzar Tatalashvili · （GEO） | Dirk van Tichelt · 比利时（BEL） |
| 81公斤級         | Avtandili Tchrikishvili · （GEO）                                                                                 | Ivan Nifontov · 俄罗斯（RUS） | Alexander Wieczerzak · 德国（GER） |
| 81公斤級         | Avtandili Tchrikishvili · （GEO）                                                                                 | Ivan Nifontov · 俄罗斯（RUS） | 洛伊克·彼得里 · 法国（FRA） |
| 90公斤級         | 基里尔·杰尼索夫 · 俄罗斯（RUS）                                                                                   | 瓦尔拉姆·利帕尔捷利阿尼 · （GEO） | 伊利亞斯·伊利亞季斯 · 希腊（GRE） |
| 90公斤級         | 基里尔·杰尼索夫 · 俄罗斯（RUS）                                                                                   | 瓦尔拉姆·利帕尔捷利阿尼 · （GEO） | Guillaume Elmont · 荷兰（NED） |
| 100公斤級        | 亨克·赫罗尔 · 荷兰（NED）                                                                                         | 盧卡斯·克帕勒克 · 捷克（CZE） | 托马·尼基福罗夫 · 比利时（BEL） |
| 100公斤級        | 亨克·赫罗尔 · 荷兰（NED）                                                                                         | 盧卡斯·克帕勒克 · 捷克（CZE） | 西里尔·马雷 · 法国（FRA） |
| 100公斤以上級    | 亚当·奥克鲁阿什维利 · （GEO）                                                                                     | 奥尔·萨松 · 以色列（ISR） | Renat Saidov · 俄罗斯（RUS） |
| 100公斤以上級    | 亚当·奥克鲁阿什维利 · （GEO）                                                                                     | 奥尔·萨松 · 以色列（ISR） | 亚基夫·哈莫 · 乌克兰（UKR） |
| 團體             | 法国 · Pierre Duprat · 亚历山大·伊迪尔 · Loic Korval · David Larose · 西里尔·马雷 · 洛伊克·彼得里 · Florent Urani | · Beka Gviniashvili · 瓦尔拉姆·利帕尔捷利阿尼 · Ushangi Margiani · Levani Matiashvili · 亚当·奥克鲁阿什维利 · 阿米兰·帕皮纳什维利 · 拉沙·沙夫达图阿什维利 · Nugzar Tatalashvili · Avtandili Tchrikishvili | 俄罗斯 · 基里尔·杰尼索夫 · 丹尼斯·亚尔采夫 · Kamal Khan-Magomedov · Alan Khubetsov · Ivan Nifontov · 米哈伊尔·普利亚耶夫 · Renat Saidov · Kirill Voprosov |
| 團體             | 法国 · Pierre Duprat · 亚历山大·伊迪尔 · Loic Korval · David Larose · 西里尔·马雷 · 洛伊克·彼得里 · Florent Urani | · Beka Gviniashvili · 瓦尔拉姆·利帕尔捷利阿尼 · Ushangi Margiani · Levani Matiashvili · 亚当·奥克鲁阿什维利 · 阿米兰·帕皮纳什维利 · 拉沙·沙夫达图阿什维利 · Nugzar Tatalashvili · Avtandili Tchrikishvili | 乌克兰 · Serhiy Drebot · Vitalii Dudchyk · Oleksandr Gordiienko · 亚基夫·哈莫 · Artem Khomula · Quedjau Nhabali · Vadym Synyavsky · 格奥尔基·赞塔拉亚     |
| 視障90公斤以上級 | Ilham Zakiyev · 阿塞拜疆（AZE）                                                                                   | Oleksandr Pominov · 乌克兰（UKR） | Aleksandr Parasiuk · 俄罗斯（RUS） |
| 視障90公斤以上級 | Ilham Zakiyev · 阿塞拜疆（AZE）                                                                                   | Oleksandr Pominov · 乌克兰（UKR） | Zakir Mislimov · 阿塞拜疆（AZE） |

### 女子
| 項目         | 金牌 | 银牌 | 铜牌 |
| 48公斤級     | Charline van Snick · 比利时（BEL） | Ebru Şahin · 土耳其（TUR） | 切尔诺维茨基·埃娃 · 匈牙利（HUN） |
| 48公斤級     | Charline van Snick · 比利时（BEL） | Ebru Şahin · 土耳其（TUR） | Irina Dolgova · 俄罗斯（RUS） |
| 52公斤級     | 安德烈娅·基楚 · 罗马尼亚（ROU） | Annabelle Euranie · 法国（FRA） | Mareen Kräh · 德国（GER） |
| 52公斤級     | 安德烈娅·基楚 · 罗马尼亚（ROU） | Annabelle Euranie · 法国（FRA） | 纳塔利娅·库久京娜 · 俄罗斯（RUS） |
| 57公斤級     | 特尔玛·蒙泰罗 · 葡萄牙（POR） | Hedvig Karakas · 匈牙利（HUN） | 諾拉·賈科瓦 · 科索沃（KOS） |
| 57公斤級     | 特尔玛·蒙泰罗 · 葡萄牙（POR） | Hedvig Karakas · 匈牙利（HUN） | Miryam Roper · 德国（GER） |
| 63公斤級     | 马蒂娜·特拉伊多斯 · 德国（GER） | 蒂娜·特尔斯泰尼亚克 · 斯洛文尼亚（SLO） | Yarden Gerbi · 以色列（ISR） |
| 63公斤級     | 马蒂娜·特拉伊多斯 · 德国（GER） | 蒂娜·特尔斯泰尼亚克 · 斯洛文尼亚（SLO） | 克拉丽丝·阿格贝涅努 · 法国（FRA） |
| 70公斤級     | 金·波林 · 荷兰（NED） | 劳拉·巴尔加斯·科赫 · 德国（GER） | Bernadette Graf · 奥地利（AUT） |
| 70公斤級     | 金·波林 · 荷兰（NED） | 劳拉·巴尔加斯·科赫 · 德国（GER） | Szaundra Diedrich · 德国（GER） |
| 78公斤級     | 玛欣德·费尔科克 · 荷兰（NED） | 路易丝·马尔察恩 · 德国（GER） | 阿娜玛丽·韦伦舍克 · 斯洛文尼亚（SLO） |
| 78公斤級     | 玛欣德·费尔科克 · 荷兰（NED） | 路易丝·马尔察恩 · 德国（GER） | 许谢·斯滕赫伊斯 · 荷兰（NED） |
| 78公斤以上級 | 埃米莉·昂代奥尔 · 法国（FRA） | 雅斯明·屈尔布斯 · 德国（GER） | Belkıs Zehra Kaya · 土耳其（TUR） |
| 78公斤以上級 | 埃米莉·昂代奥尔 · 法国（FRA） | 雅斯明·屈尔布斯 · 德国（GER） | Svitlana Iaromka · 乌克兰（UKR） |
| 團體         | 法国 · 克拉丽丝·阿格贝涅努 · 埃米莉·昂代奥尔 · Laetitia Blot · 热夫里丝·埃马内 · Annabelle Euranie · 玛丽-伊芙·加耶 · 瑪德萊娜·馬隆加 · 奥通娜·帕维亚 | 德国 · Szaundra Diedrich · Franziska Konitz · Mareen Kraeh · 路易丝·马尔察恩 · Miryam Roper · 马蒂娜·特拉伊多斯 · 劳拉·巴尔加斯·科赫 · Viola Waechter | 意大利 · Giulia Cantoni · Assunta Galeone · 奥黛特·朱弗里达 · Edwige Gwend · Elisa Marchio · Valentina Moscatt · 朱莉娅·昆塔瓦莱                      |
| 團體         | 法国 · 克拉丽丝·阿格贝涅努 · 埃米莉·昂代奥尔 · Laetitia Blot · 热夫里丝·埃马内 · Annabelle Euranie · 玛丽-伊芙·加耶 · 瑪德萊娜·馬隆加 · 奥通娜·帕维亚 | 德国 · Szaundra Diedrich · Franziska Konitz · Mareen Kraeh · 路易丝·马尔察恩 · Miryam Roper · 马蒂娜·特拉伊多斯 · 劳拉·巴尔加斯·科赫 · Viola Waechter | 斯洛文尼亚 · Klara Apotekar · Vlora Bedeti · Nina Milosevic · Petra Nareks · Anka Pogacnik · 蒂娜·特尔斯泰尼亚克 · 阿娜玛丽·韦伦舍克 · Kristina Vrsic |
| 視障57公斤級 | Inna Cherniak · 乌克兰（UKR） | Sabina Abdullayeva · 阿塞拜疆（AZE） | Nataliya Nikolaychyk · 乌克兰（UKR） |
| 視障57公斤級 | Inna Cherniak · 乌克兰（UKR） | Sabina Abdullayeva · 阿塞拜疆（AZE） | Romona Brussig · 德国（GER） |